# Ero una spia americana
Ero una spia americana (I Was an American Spy) è un film del 1951 diretto da Lesley Selander.
È un film biografico di guerra statunitense con Ann Dvorak e Gene Evans. La Dvorak interpreta Claire Phillips, una cantante di nightclub di Singapore che aiuta i servizi segreti americani a stanare i giapponesi durante la seconda guerra mondiale. È basato sull'articolo omonimo apparso su The American Mercury e su The Reader's Digest nel 1945 e sull'autobiografia del 1947 Manila Espionage scritta dalla stessa Claire Phillips e da Myron B. Goldsmith.

## Produzione
Il film, diretto da Lesley Selander su una sceneggiatura di Samuel Roeca, fu prodotto da David Diamond per la Allied Artists Pictures e girato nell'Iverson Ranch a Chatsworth, Los Angeles, California, dal 4 gennaio al 19 gennaio 1951.

## Distribuzione
Il film fu distribuito con il titolo I Was an American Spy negli Stati Uniti dal 14 aprile 1951 al cinema dalla Allied Artists Pictures.
Altre distribuzioni:
- in Belgio il 14 dicembre 1951 (Ik was een Amerikaanse spionne e J'étais une espionne américaine)
- in Finlandia il 21 marzo 1952 (Vakoilua Manilassa)
- nelle Filippine il 18 novembre 1952
- in Danimarca il 21 gennaio 1953 (Jeg var danserinde og spion)
- in Germania Ovest il 25 dicembre 1953 (Ich war eine amerikanische Spionin)
- in Austria nel 1954 (Ich war eine amerikanische Spionin)
- in Spagna l'11 ottobre 1954 (Yo fui espía americana)
- in Francia il 14 gennaio 1955 (J'étais une espionne américaine)
- in Italia (Ero una spia americana)
- in Brasile (Sublime Renúncia)
- in Grecia (Imoun mia kataskopos)

## Promozione
Le tagline sono:
- TENSE! TRUE! FROM THE "READER'S DIGEST" SENSATION THAT SHOCKED A NATION!
- The startling TRUE story of America's "Mata Hari" of the South Pacific!
- Based on the Reader's Digest sensation that gripped the heart of the nation!